# Dolmen von Coët-Courzo
Der Dolmen von Coët-Courzo liegt kurz hinter dem Dorf Kercadoret in Richtung Coët-Courzo, unter einem Baum am Rande eines Feldes etwa 3,0 km nordwestlich von Locmariaquer im Département Morbihan in der Bretagne in Frankreich. Dolmen ist in Frankreich der Oberbegriff für neolithische Megalithanlagen aller Art (siehe: französische Nomenklatur).
Der jungsteinzeitliche Dolmen besteht aus fünf kleinen Orthostaten, die eine große zernarbte Deckenplatte tragen.
In der Nähe liegt die Gezeitenmühle von Coët-Courzo.

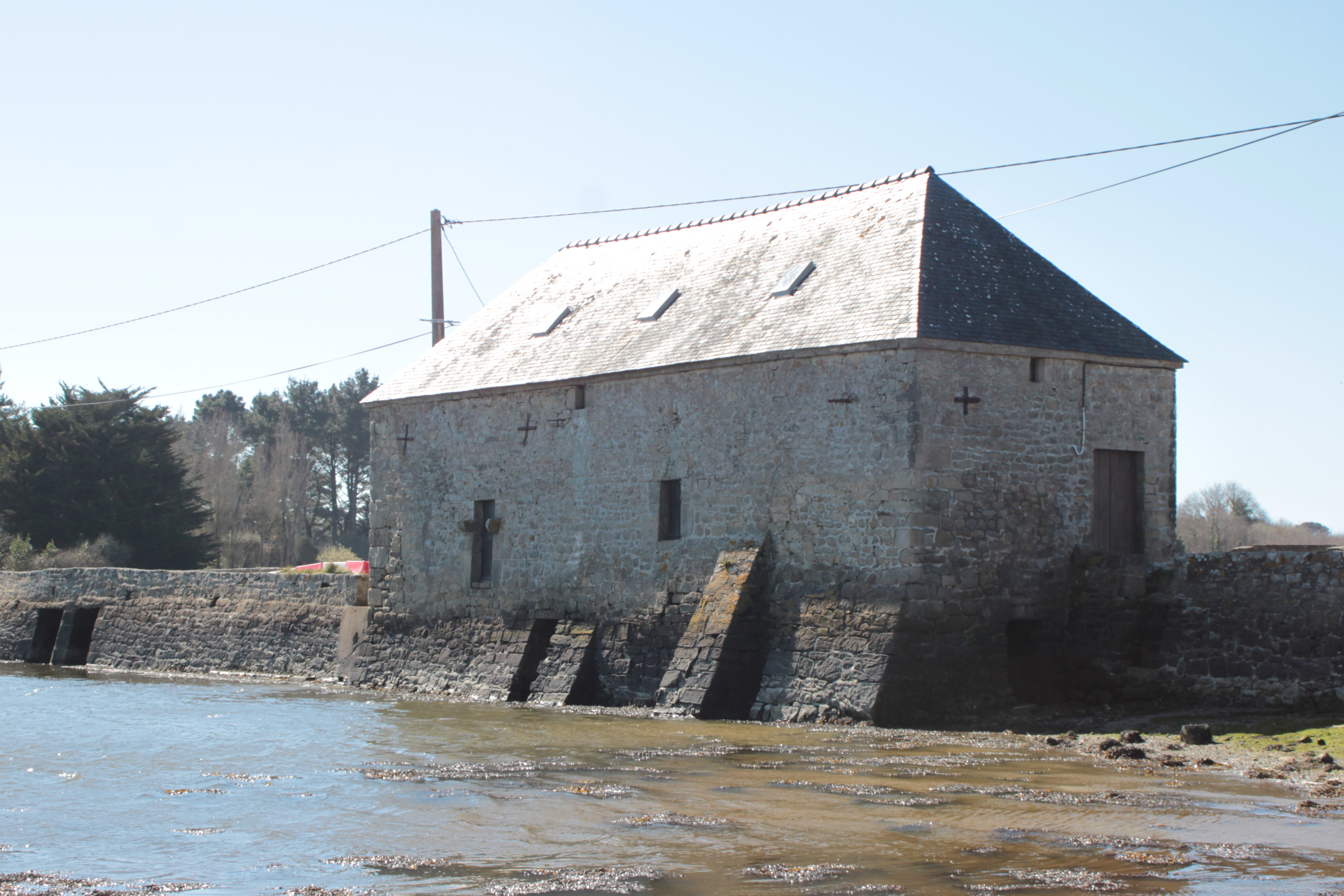
Gezeitenmühle von Coët-Courzo

Der Dolmen von Kercadoret liegt etwa 500 m westlich.